# Esenyurt

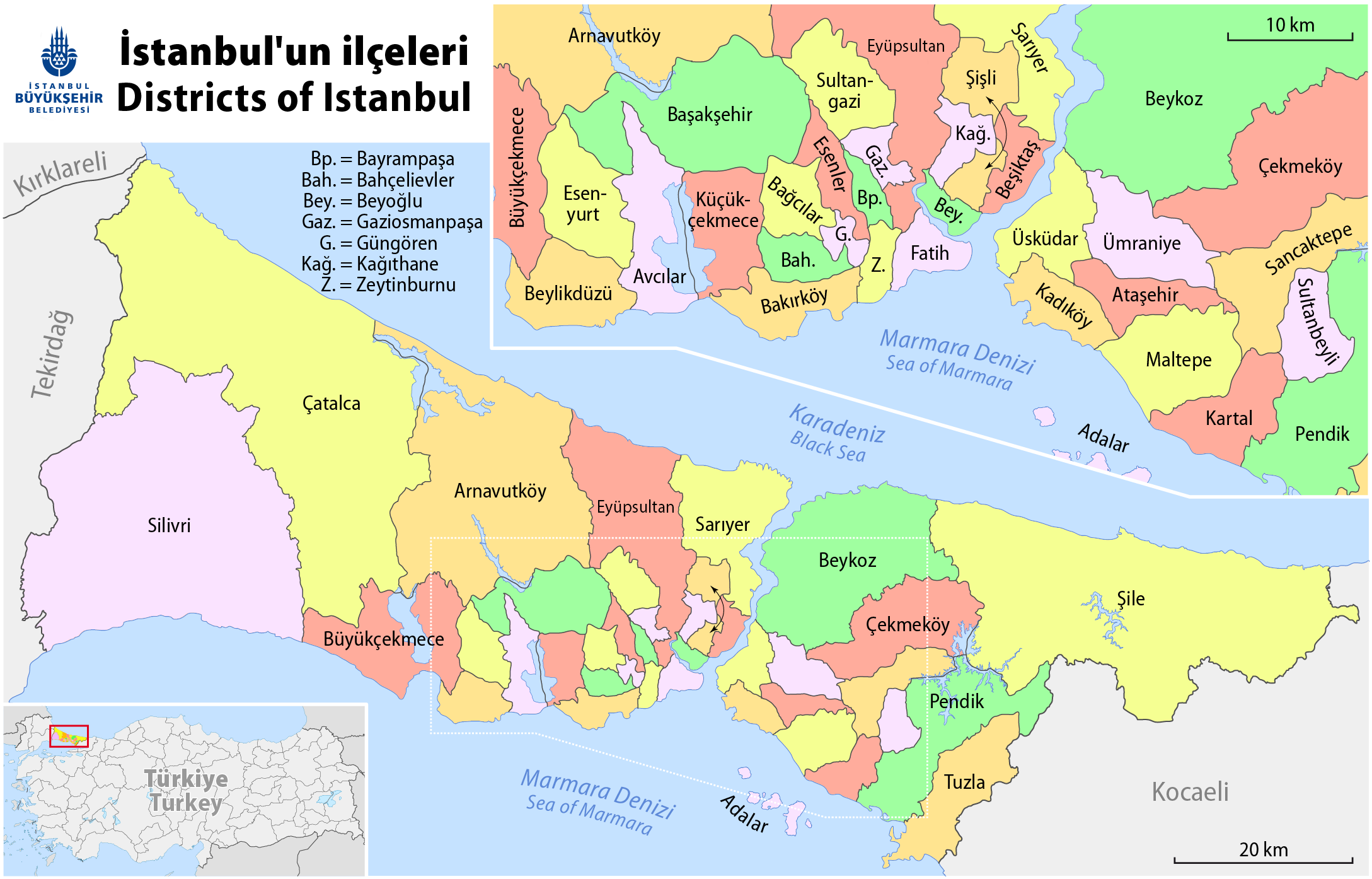
Karta över Istanbuls distrikt, med Esenyurt.

Esenyurt är ett distrikt i storstaden Istanbul i nordvästra Turkiet. Den var förr en egen kommun men är sedan 2008 ett distrikt inom Istanbuls storstadskommun. Befolkningen uppgick till 403 895 invånare i slutet av 2009.